# Moçambique nos Jogos Olímpicos de Verão de 1980
Moçambique competiu nos Jogos Olímpicos pela primeira vez nos Jogos Olímpicos de Verão de 1980 em Moscou, União Soviética.

## Resultados por Evento

### Atletismo
100 m masculino
- Eduardo Costa
  - Eliminatórias — 11.02 (→ não avançou)

200 m masculino
- Constantino Reis
  - Eliminatórias — did not start (→ não avançou)

1.500 m masculino
- Vicente Santos
  - Eliminatórias — 3:58.7 (→ não avançou)

5.000 m masculino
- Pedro Mulomo
  - Eliminatórias dash; 15:11.9 (→ não avançou)

10.000 m masculino
- Dias Alface
  - Eliminatórias — did not finish (→ não avançou)

110 m com barreiras masculino
- Abdul Ismail
  - Eliminatórias — 15.18 (→ não avançou)

Salto em distância masculino
- Stelio Craveirinha
  - Classificatória — 6,94 m (→ não avançou)

800 m feminino
- Acacia Mate
  - Eliminatórias — 2:19.7 (→ não avançou)

Lançamento de disco feminino
- Oliveira Ludovina
  - Classificatória — no mark (→ não avançou)

### Natação
100 m livre masculino
- Edgar Martins
  - Eliminatórias – 1:06.17 (→ não avançou, 39º lugar)

200 m livre masculino
- Ntewane Machel
  - Eliminatórias – 2:35.45 (→ não avançou, 37º lugar)